# لمور ورزشکار شمالی
 لمور ورزشکار شمالی  (نام علمی: Lepilemur septentrionalis) نام یک گونه از سرده لمورهای ورزشکار است.